# ジョン・ヘネシー
ジョン・リロイ・ヘネシー（John LeRoy Hennessy、1952年9月22日 - ）は、アメリカのコンピューター科学者。スタンフォード大学第10代学長。ミップス・コンピュータシステムズ社の創立者。Googleの親会社であるAlphabetの会長としても知られる。

## 来歴
ビラノーバ大学で電気工学の学士号を得た後、ニューヨーク州立大学ストーニーブルック校で計算機科学の修士号および博士号を得た。
1977年、スタンフォード大学教職員となる。1984年、一年間の休暇を取り、RISCプロセッサに関する彼の研究成果を商業化するためにミップス・コンピュータシステムズ社を設立した。1987年、彼は電気工学と計算機科学の "Willard and Inez Kerr Bell Endowed Professor" の地位に就任した。
スタンフォード大学の電気工学科と計算機科学科が運営する研究センター、スタンフォード大学コンピュータシステム研究所所長を務めた（1989年-1993年）。さらに計算機科学科の学科長（1994年-1996年）と工学部の学部長（1996年-1999年）を歴任。
1997年、Association for Computing Machinery (ACM) のフェローに任命された。
1999年、スタンフォード学長ゲルハルト・キャスパーは、同大学教務局長コンドリーザ・ライスの後任にヘネシーを指名。2000年、教育に専念するためにキャスパーが退任したため、スタンフォード理事会はヘネシーを第10代目の学長に任命した。2008年の年俸は109万ドルあまりで、アメリカ国内の全大学の学長の中で23位である。
Google、シスコシステムズ、ダニエル・パール財団の役員を務めている。
2010年10月14日、ダライ・ラマ14世からkhataを贈られた。
2010年12月、DREAM法の成立を後押しする内容の論説をハーバード大学学長ドリュー・ギルピン・ファウストと共同で執筆したが、その法案はアメリカ合衆国第111議会を通過しなかった。
2012年、IEEE栄誉賞を受賞。受賞理由は「RISCプロセッサ・アーキテクチャの先駆的研究と計算機工学および高等教育におけるリーダーシップに対して」である。
2015年6月11日、2016年をもって15年以上務めたスタンフォード大学の学長を退任すると発表。2016年8月31日に退任。後任はマーク・テシェール・ラヴィーン。
2018年1月31日、同日で会長職を退任したエリック・シュミットの後任として、Googleの親会社であるAlphabetの会長に任命された。
2018年3月21日、デイビッド・パターソンと共に、2017年度のACMチューリング賞の受賞者に指名された。2018年6月23日に授賞式が行われる。

## 研究
ヘネシーは長年、大学レベルのコンピュータ教育に強い関心を持ち、関わってきた。コンピュータ・アーキテクチャに関する2つの有名な本、『コンピュータの構成と設計 ハードウェアとソフトウェアのインタフェース』と『コンピュータ・アーキテクチャ 設計・実現・評価の定量的アプローチ』をデイビッド・パターソンと共同執筆した。それらの中で DLX というRISCアーキテクチャを提唱している。これらの著作は広く教科書として採用されてきた。
また、ドナルド・クヌースのMIXプロセッサの後継である MMIX の設計にも貢献している。これらはクヌースの The Art of Computer Programming でプログラムの具体例の記述に使われている仮想コンピュータである。MMIXはクヌース版DLXということができる。

## 主な著作
- Hennessy, John L.; Patterson, David A.. Computer Architecture: A Quantitative Approach. Morgan Kaufmann. ISBN 0-12-370490-1
  - コンピュータ・アーキテクチャ – 設計・実現・評価の定量的アプローチ ISBN 4-8222-7152-8
- Patterson, David A.; Hennessy, John L.. Computer Organization and Design: The Hardware/software Interface. Morgan Kaufmann. ISBN 0-12-370606-8
  - コンピュータの構成と設計 – ハードウェアとソフトウェアのインタフェース(上、下) ISBN 4-8222-8001-2、ISBN 4-8222-8002-0
- Gharachorloo, Kourosh; Lenoski, D.; Laudon, J.; Gibbons, P.; Gupta, A.; Hennessy, J. (1990). "Memory consistency and event ordering in scalable shared-memory multiprocessors". Proceedings of the 17th annual international symposium on Computer Architecture. International Symposium on Computer Architecture. pp. 15–26.
- Lenoski, Daniel; Laudon, J.; Gharachorloo, K.; Gupta, A.; Hennessy, J. (1990). "The directory-based cache coherence protocol for the DASH multiprocessor". Proceedings of the 17th annual international symposium on Computer Architecture. International Symposium on Computer Architecture. pp. 148–159.

## 受賞歴
- シーモア・クレイ賞（2001年）
- C&C賞（2004年）
- IEEE栄誉賞（2012年）
- 大川賞（2016年）
- ACMチューリング賞（2017年）
- BBVA Foundation Frontiers of Knowledge Award（2020年）
- チャールズ・スターク・ドレイパー賞（2022年）[17]
- ヴァネヴァー・ブッシュ賞（2024年）